# 愛なんて
愛なんて (あいなんて) は、秋吉契里の2枚目のシングル。1997年10月29日にVERMILLION RECORDSから発売。

## 内容
テレビ朝日「アッコの泣かしたろか!?」エンディングテーマ及び京都放送「J-ROCK ARTIST BEST 50」エンディングテーマ。

## 批評
音楽雑誌「月刊Piano」では「曲調は70年代のフォークと歌謡曲の間くらいな感じ」「この曲はギターサウンドが中心だが、声に多少の甘さがあるためフォーク、ロック、歌謡曲の微妙な三角関係になっていると思う」と評した。

## 収録曲
1. 愛なんて
作詞・作曲：秋吉契里　編曲：C. Crew
2. きっと忘れるための
作詞・作曲：秋吉契里　編曲：C. Crew
3. 愛なんて (inst.)

## 参加ミュージシャン
- 中島正雄 - ギター
- 池田大介 - キーボード